# Listă de comune din județul Caraș-Severin
Această listă de comune din județul Caraș-Severin cuprinde toate cele 69 comune din județul Caraș-Severin în ordine alfabetică.

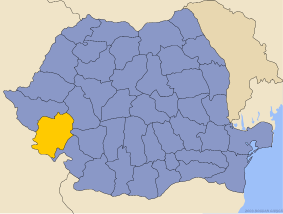
Judeţul Caraş-Severin

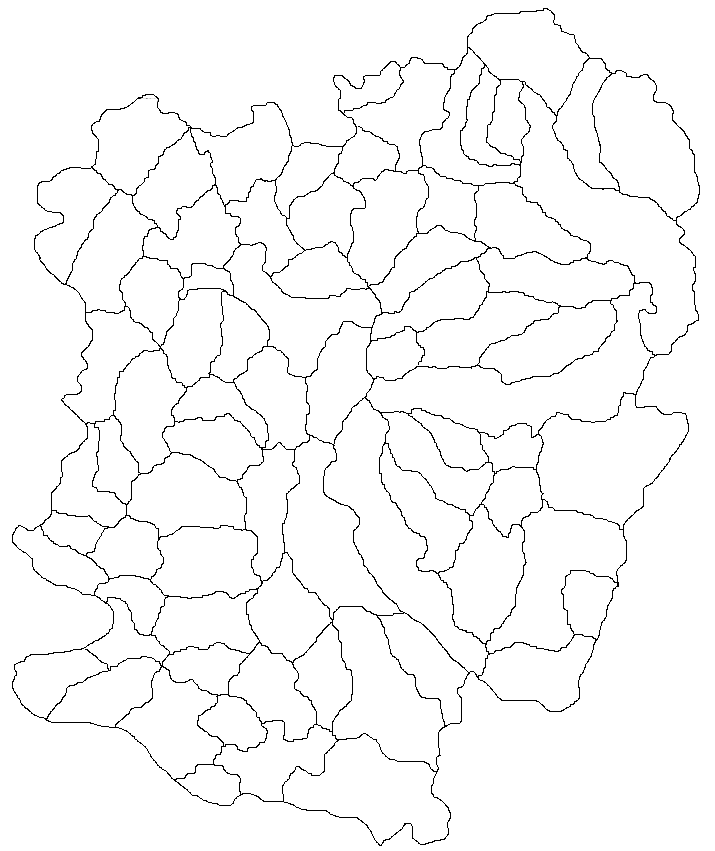
Harta judeţului cu împărţirea administrativ-teritorială pe comune

1. Armeniș
2. Bănia
3. Băuțar
4. Berliște
5. Berzasca
6. Berzovia
7. Bolvașnița
8. Bozovici
9. Brebu
10. Brebu Nou
11. Buchin
12. Bucoșnița
13. Carașova
14. Cărbunari
15. Ciclova Română
16. Ciuchici
17. Ciudanovița
18. Constantin Daicoviciu
19. Copăcele
20. Cornea
21. Cornereva
22. Coronini
23. Dalboșeț
24. Doclin
25. Dognecea
26. Domașnea
27. Eftimie Murgu
28. Ezeriș
29. Fârliug
30. Forotic
31. Gârnic
32. Glimboca
33. Goruia
34. Grădinari
35. Iablanița
36. Lăpușnicel
37. Lăpușnicu Mare
38. Luncavița
39. Lupac
40. Marga
41. Măureni
42. Mehadia
43. Mehadica
44. Naidăș
45. Obreja
46. Ocna de Fier
47. Păltiniș
48. Pojejena
49. Prigor
50. Răcășdia
51. Ramna
52. Rusca Montană
53. Sacu
54. Sasca Montană
55. Sichevița
56. Slatina-Timiș
57. Socol
58. Șopotu Nou
59. Târnova
60. Teregova
61. Ticvaniu Mare
62. Topleț
63. Turnu Ruieni
64. Văliug
65. Vărădia
66. Vermeș
67. Vrani
68. Zăvoi
69. Zorlențu Mare